# Emmanuel Evans-Anfom
Emmanuel Evans-Anfom FGA OSG (7 de octubre de 1919 - 7 de abril de 2021) fue un médico, estudioso, administrador universitario, y servidor público ghanés quién sirvió como el segundo Vicecanciller de la Universidad de Ciencia y Tecnología Kwame Nkrumah de 1967 a 1973.

## Educación y Primeros Años
Miembro del pueblo Ga-Dangme de Acra, Evans-Anfom nació el 7 de octubre de 1919 en la casa familiar Evans, High Street, Acra. Su padre, William Quarshie Anfom, era de origen Shai y Nzema. Su madre, Mary Evans, era la hija de William Timothy Evans, un profesor catequista de la Escuela Media Basel Mission y la Escuela Salem en Osu. La familia Evans era una bien conocida familia euroafricana Ga-Dangme en la Costa de Oro. En 1925, se matriculó en la Escuela de Chicos del Gobierno en Jamestown. Asistió a la educación media Presbiteriana, la Salem School en Osu donde el director de ese entonces, Carl Henry Clerk lo animó para solicitar la Beca Cadbury para estudiar en Achimota School en vez de tener el proceso normal en la Presbiteriana Escuela Basel Mission para ser profesor que de seminarios en Akropong, ahora conocida como la Universidad Presbiteriana de Educación, Akropong. Fue elegido Prefecto Escolar de Achimota School. En enero de 1939, se matriculó en el curso médico inter-preliminar de Ciencia en Achimota. En aquel curso,  recibió formación adelantada en física, química, botánica y zoología. En Achimota, ganó una beca médica Costa de Oro en 1941, para estudiar medicina en la Universidad de Edimburgo, graduándose en 1947. Él también estudió en un curso diplomado de posgrado en medicina tropical (DTM&H), terminando en 1950.

## Carrera médica
Evans-Anfom trabajó en varios hospitales en el sistema médico gubernamental: Hospital Universitario Korle-Bu, Hospital Gubernamental Dunkwa-on-Offin, Hospital Gubernamental Tarkwa, el Hospital Central Kumasi, Tamale Hospital Gubernamental y Hospital Effia Nkwanta en Sekondi. Durante su larga carrera médica,  trabajó con otros médicos pioneros como Susan Ofori-Atta y Matilda J. Clerk, la primera y segunda mujeres médicos ghaneses respectivamente. También, hizo apoyo médico en el Congo en los años 60s.

## Carrera académica
Como médico pionero por sí mismo, fue asesorado por el primer cirujano ghanés, Charles Odamtten Easmon en 1963 para enseñar como profesor en la entonces recientemente establecida Escuela Médica de la Universidad de Ghana, una oferta que él aceptó finalmente. En 1958, Evans-Anfom cofundó la Asociación Médica de Ghana junto con los Drs. Charles Odamtten Easmon, Silas Dodu, Anum Barnor y Schandorf. Él más tarde fue presidente de la asociación desde 1968 a 1970.

### Periodo como Vicerrector
Evans-Anfom fue el segundo Vicerrector de la Universidad Kwame Nkrumah de Ciencia y Tecnología (KNUST) de 1967 a 1973. En KNUST, Anfom primero introdujo la ceremonia comúnmente conocida como "Matriculation" a las ceremonias de entrada universitarias. Presidió una miríada de comités, grupos y misiones, tanto localmente como a nivel internacional en África, Europa y América del Norte.

## Política y servicio público
Evans-Anfom sirvió al mismo tiempo como Comisionado de Educación y Cultura y Comisionado de Salud bajo el gobierno militar de Jerry John Rawlings líder del Consejo Revolucionario de Fuerzas Armadas (AFRC) a finales de los 70s. Fue miembro  del Consejo Estatal en el gobierno de Hilla Limann de 1979 a 1981. Durante la era del Consejo Provisional de Defensa Nacional bajo Jerry Rawlings, Evans-Anfom fue nombrado presidente del Consejo Nacional para Educación Mayor (ahora Consejo Nacional para Educación Terciaria) y el presidente de la Comisión de Educación.
Fue presidente  de la Academia de Artes y Ciencias de Ghana (1987-90) y presidente del Consejo Africano del oeste de Examinaciones (WAEC). Durante su tiempo como Comisionado de Educación, Rawlings lo nombró presidente de una comisión especial para revisar el existente sistema educativo ghanés, y el comité introdujo reformas empezando en 1987. Los cambios del comité incluyó establecer una educación básica por nueve años que consta de escuela primaria (seis años) y escuela secundaria menor (tres años), seguidos por una recientemente establecida educación escolar secundaria mayor (tres años); requiriendo la aprobación exitosa de exámenes para el fin de ambas secuencias escolares secundarias; y cambiando el énfasis de la educación estrictamente académica a una más vocacional, de formación técnica y práctica. Otros cambios implementados por el comité incluyeron el agrupamiento de programas curriculares de escuelas secundarias a cinco categorías: Agricultura, Artes y Ciencias Generales, Negocio, Técnico, y Vocacional.

## Vida personal
Evans-Anfom tuvo cuatro hijos con su primera mujer Leonora Evans, una mujer caribeña, quien murió en 1980. En 1984, se casó con Elise Henkel. Fue presidente fundador de la Asociación de Hockey de la Costa de Oro en 1950. Sirvió como presbítero de la Iglesia Presbiteriana Ebenezer, Osu, donde fue un congregante. Evans-Anfom celebró su cumpleaños 101 en octubre de 2020.

## Muerte y funeral
Falleció el 7 de abril de 2021 en Acra, a los 101 años. Se le dio un funeral ceremonial por parte del Gobierno de Ghana en reconocimiento de sus contribuciones a la sociedad.

## Premios y honores
En 1996, fue nombrado el "Alumnus" del Año por su alma mater, la Universidad de Edimburgo por "su contribución mayor al desarrollo de medicina en el Congo y la educación médica en Ghana".
- 1934: Listado en el Cuadro de Honor de la Escuela Salem, Osu[24]
- 1968: Presidente electo de la Asociación Médica de Ghana
- 1971: Socio electo de la Academia de Artes y Cienciasde Ghana
- 1974: Grado honorario de Doctor de Ciencia (Hon. D.sc.), Universidad de Salford
- 1996: Grado honorario de doctorado en literatura (honoris causa) Hon. D.Litt. por el Instituto Akrofi Christaller, Akropong Akuapem
- 1983-1998: Presidente del Comité de la Inter-Iglesia y Relaciones Ecuménicas de Ghana
- 2003: Premio honorario grado Doctor de Ciencia (D.sc.) por el KNUST
- 2006: Condecorado con la Orden de la Estrella de Ghana

## Trabajos seleccionados
- En la Tierra Sedienta: Autobiografía de un Patriota, Prensa Cristiana África, 2003[9]
- "Intestinal Perforation - Algunas Observaciones en Etiología y Administración"[8]
- "La Evidencia para la Transformación de Linfocitos en el Hígado"
- "Liderazgo político y desarrollo nacional en Ghana"[25]
- "Medicina tradicional en Ghana: práctica, problemas y perspectivas"[26][27]
- "Informe del Comité Consultivo Nacional acerca de Finanzas en Educación, septiembre 1974 - enero 1975"[28]
- "Desarrollo y diseminación de tecnologías apropiadas en áreas rurales: taller internacional mantenido en Kumasi, julio 1972"[29]